# Малоорчицька сільська рада
Малоо́рчицька сільська́ ра́да — адміністративно-територіальна одиниця та орган місцевого самоврядування в Зачепилівському районі Харківської області. Адміністративний центр — село Малий Орчик.

## Загальні відомості
- Малоорчицька сільська рада утворена в 1924 році.
- Територія ради: 102,44 км²
- Населення ради: 1 603 особи (станом на 2001 рік)
- Територією ради протікає річка Оріль.

## Населені пункти
Сільській раді підпорядковані населені пункти:
- с. Малий Орчик
- с. Залінійне
- с. Зарічне
- с. Орчик

## Склад ради
Рада складалася з 16 депутатів та голови.
- Голова ради: Комаревська Валентина Миколаївна
- Секретар ради: Лисяк Ольга Федорівна

### Керівний склад попередніх скликань
| Прізвище, ім'я, по батькові      | Основні відомості                                                          | Дата обрання | Дата звільнення |
| -------------------------------- | -------------------------------------------------------------------------- | ------------ | --------------- |
| Бобришев Микола Павлович         | Сільський голова, 1954 року народження, член Соціалістичної партії України | 26.03.2006   | 31.10.2010      |
| Комаревська Валентина Миколаївна | Сільський голова, 1964 року народження, освіта вища, член Партії регіонів  | 31.10.2010   |                 |

Примітка: таблиця складена за даними сайту Верховної Ради України

### Депутати
За результатами місцевих виборів 2010 року депутатами ради стали:

#### За суб'єктами висування
| Суб'єкт висування               | Кількість обраних депутатів | %    |
| ------------------------------- | --------------------------- | ---- |
| Партія регіонів                 | 14                          | 87,5 |
| Комуністична партія України     | 1                           | 6,3  |
| Політична партія «Наша Україна» | 1                           | 6,3  |

#### За округами
| № округу                        | Прізвище, ім'я, по батькові     | Дата визнання обраним | Освіта             | Партійна приналежність                | Відомості про обраного депутата                     |
| ------------------------------- | ------------------------------- | --------------------- | ------------------ | ------------------------------------- | --------------------------------------------------- |
| Комуністична партія України     |                                 |                       |                    |                                       |                                                     |
| 1                               | Кандаурова Людмила Пилипівна    | 04.11.2010            | вища               | член Комуністичної партії України     | Залінійнівська загальноосвітня школа, вчитель       |
| Партія регіонів                 |                                 |                       |                    |                                       |                                                     |
| 2                               | Поздняков Віталій Володимирович | 04.11.2010            | вища               | член Партії регіонів                  | ТОВ «Агроленд», пасічник                            |
| 3                               | Мотринець Світлана Миколаївна   | 04.11.2010            | середня спеціальна | член Партії регіонів                  | Залінійнівська загальноосвітня школа, вчитель       |
| 4                               | Бузина Людмила Іванівна         | 04.11.2010            | середня спеціальна | член Партії регіонів                  | пенсіонер                                           |
| 5                               | Вожжанова Ольга Павлівна        | 04.11.2010            | середня спеціальна | член Партії регіонів                  | Малоорчицька сільська рада, спеціаліст              |
| 6                               | Горючкін Федір Миколайович      | 04.11.2010            | середня спеціальна | член Партії регіонів                  | Зачепилівське товариство мисливців та рибалок, єгер |
| 8                               | Полянська Тамара Василівна      | 04.11.2010            | середня спеціальна | член Партії регіонів                  | Малоорчицька сільська рада, касир                   |
| 9                               | Баклагін Володимир Вікторович   | 04.11.2010            | середня спеціальна | член Партії регіонів                  | тимчасово не працює                                 |
| 10                              | Пивоварова Наталія Петрівна     | 04.11.2010            | середня спеціальна | член Партії регіонів                  | Відділення зв'язку с. Малий Орчик, начальник        |
| 11                              | Чернігова Світлана Миколаївна   | 04.11.2010            | вища               | член Партії регіонів                  | пенсіонер                                           |
| 12                              | Коломацька Тетяна Миколаївна    | 04.11.2010            | вища               | член Партії регіонів                  | РДА, начальник служби у справах дітей               |
| 13                              | Лисяк Ольга Федорівна           | 04.11.2010            | середня спеціальна | член Партії регіонів                  | Малоорчицька сільська рада, секретар                |
| 14                              | Новикова Тетяна Федорівна       | 04.11.2010            | вища               | член Партії регіонів                  | Орчицька загальноосвітня школа, вчитель             |
| 15                              | Лук'янчикова Ольга Федорівна    | 04.11.2010            | середня спеціальна | член Партії регіонів                  | Малоорчицька сільська рада, головний бухгалтер      |
| 16                              | Донський Михайло Іванович       | 04.11.2010            | середня            | член Партії регіонів                  | приватний підприємець                               |
| Політична партія «Наша Україна» |                                 |                       |                    |                                       |                                                     |
| 7                               | Татур Алла Михайлівна           | 04.11.2010            | вища               | член Політичної партії «Наша Україна» | приватний підприємець                               |

## Населення
Згідно з переписом УРСР 1989 року чисельність наявного населення сільської ради становила 1814 осіб, з яких 791 чоловік та 1023 жінки.
За переписом населення України 2001 року в сільській раді мешкали 1594 особи.

### Мова
Розподіл населення за рідною мовою за даними перепису 2001 року:
| Мова       | Відсоток |
| ---------- | -------- |
| російська  | 69,25 %  |
| українська | 28,38 %  |
| циганська  | 0,69 %   |
| молдовська | 0,25 %   |
| білоруська | 0,12 %   |
| інші       | 1,31 %   |